# Вага конвеєрна

Варіант контролю продуктивності конвеєра : 1 – стрічковий конвеєр; 2 – вагова платформа з пружними елементами. ІТП - індукційно-трансформаторний перетворювач.

Автоматична вага типу ЛТМ — вага, призначена для безперервного зважування і підсумовування маси матеріалу, який переміщується стрічкою конвеєра. Маса матеріалу, що знаходиться на конвеєрній стрічці, сприймається підвісками, які закріплені на платформі з двома роликовими опорами. Через систему важелів і шестерень результати зважування матеріалу безперервно підсумовуються і виводяться на табло лічильника. Похибка зважування ваги типу ЛТМ становить ± 1% маси вантажу.
Оцінка продуктивності конвеєра заснована на зважуванні певної ділянки навантаженої матеріалом стрічки при постійній швидкості її руху. Вертикальне переміщення вагової платформи (2), встановленої на пружних зв’язках, викликане масою матеріалу на стрічці, передається на плунжер індукційно-трансформаторного перетворювача (ІТП), який формує інфор-мацію на вторинний прилад (Uвих).
На початку XXI ст. випускаються електронно-гідравлічні ваги типу ЕГВ, які дають похибку зважування ± 1% маси вантажу.
Конвеєрні електронно-тензометрічні ваги (576Д200 — 580Д1600) вбудовуються в конвеєр. Маса матеріалу, що знаходиться на конвеєрній стрічці, сприймається хитною роликовою опорою і зусилля передаються через тяги на силовимірювальні елементи тензодатчиків. Сигнал після посилення подається на привод двигуна реохорда, рушій якого переміщує стрілку покажчика.
Гама-електронні конвеєрні ваги ГКВ-1 призначені для безперервного безконтактного зважування маси матеріалу. Миттєве значення маси матеріалу вимірюється за допомогою джерела гама-випромінювання детектора. Крім того, вимірюється також швидкість руху матеріалу (тахогенератором). Обидва сигнали надходять на помножувач[уточнити] і потім за допомогою фотореле на інтегратор. Маса вантажу фіксується з наростаючим підсумком. Похибка зважування ваг типу ГКВ-1 становить ± 1% маси вантажу.